# Bully (álbum)
Bully é o décimo segundo álbum de estúdio do rapper estadunidense Kanye West. O álbum foi anunciado em setembro de 2024 e múltiplas versões em andamento, com faixas diferentes, foram publicadas por West no Twitter em março de 2025. Essas versões contam com participações de Peso Pluma, Playboi Carti e Ty Dolla Sign. Três músicas do álbum foram lançadas como um EP em 20 de junho de 2025, com mais duas músicas sendo lançadas em 26 de junho. O álbum completo está previsto para lançamento em 26 de setembro.
O álbum foi originalmente lançado como um curta-metragem dirigido por Kanye West e editado por Hype Williams, estrelado pelo filho de West, Saint, que luta contra lutadores da New Japan Pro-Wrestling usando um martelo de brinquedo. Musicalmente, o álbum remete ao trabalho de West em 808s & Heartbreak (2008) e My Beautiful Dark Twisted Fantasy (2010). É amplamente baseado em samples e interpolação, com West cantando na maior parte das faixas em vez de rimar. Aproximadamente metade dos vocais nas versões originais são deepfakes de áudio gerados por inteligência artificial, embora West tenha a intenção de regravar essas faixas com sua própria voz.
Bully foi gravado durante um período em que West enfrentava controvérsias por promover discurso de ódio, incluindo declarações antissemitas, apoio ao nazismo e insultos à família e colegas, todos publicados em sua conta do Twitter. A capa original de Bully mostra Saint, mas West também compartilhou outra versão contendo uma suástica nazista vermelha, que não foi utilizada. As versões foram lançadas sem aviso prévio em 18 de março de 2025, com West afirmando que o álbum ainda estava em desenvolvimento. Bully recebeu críticas positivas, sendo elogiado por sua produção.

## Antecedentes
Segundo o produtor Mike Dean, Kanye West começou a trabalhar na canção "Beauty and the Beast", presente em Bully, durante as sessões de seu álbum Donda (2021). West ofereceu a canção "Preacher Man" ao rapper Drake, que recusou a proposta. Posteriormente, West incorporou a faixa a Bully. Em 2024, West colaborou com o cantor Ty Dolla Sign nos álbuns Vultures 1 e Vultures 2, lançados sob o nome ¥$. Vultures 1 recebeu críticas mistas, enquanto Vultures 2 foi criticado por ter sido lançado de forma inacabada e pelo suposto uso de inteligência artificial (IA) na produção.}}</ref> O produtor Erick Sermon disse que West estava trabalhando em um álbum solo, "Y3", antes de deixá-lo de lado para trabalhar em "Vultures". Sermon disse que contribuiu para "Y3" em 2023. West negou a história de Sermon, enviando uma mensagem para uma conta de fã para afirmar que "não há nenhum álbum chamado Y3".

## Gravação
Após os lançamentos de Vultures, o produtor musical Digital Nas compartilhou mensagens de texto enviadas por West, nas quais ele afirmava estar entrando em "modo total de estúdio artístico". Em 26 de setembro de 2024, West publicou um vídeo em seu Instagram, onde aparecia usando um teclado ASR-10 para compor a faixa "Preacher Man", já apresentada nos eventos de audição.

Durante sua apresentação no Estádio Wuyuan River, em Haikou, China, realizada em 28 de setembro de 2024 após o lançamento de Vultures 2, West anunciou o álbum Bully, e apresentou trechos das músicas "Beauty and the Beast" e "Preacher Man". Ele publicou mais prévias nas redes sociais e em seu site nos dias seguintes. O jornalista musical Touré informou que Bully seria um álbum conceitual inspirado no período de isolamento de West em Tóquio, sendo ele o único produtor do disco: 
"Tradicionalmente, [West] é o produto de uma equipe — há produtores e compositores o ajudando; ele vem com as grandes ideias, mas há outros envolvidos. [West] fará [Bully] praticamente sozinho. Um novo capítulo em sua vida, pois em Tóquio ele pode ser quem quiser ser."
Em 25 de outubro de 2024, West disponibilizou a pré-venda de Bully. Em entrevista de fevereiro de 2025, West afirmou que Bully contaria com vocais gerados por IA. Ao responder às críticas, comparou a tecnologia ao Auto-Tune, que também enfrentou resistência antes de ser amplamente aceita na indústria musical. Ele declarou que o álbum seria lançado em 15 de junho, data do aniversário de sua filha North. Em 9 de fevereiro, West lançou a música "Beauty and the Beast" em seu site oficial. Em 20 de março, West anunciou que "Melrose", uma música com Playboi Carti e Ty Dolla Sign que constava em uma tracklist prévia, não estaria presente no álbum. Em resposta a um fã, ele afirmou que a transformaria em uma canção solo. A exclusão de "Melrose" estaria ligada à sua frustração por não ter sido incluído no álbum Music, de Carti.

## Sinopse
Bully é acompanhado por um curta-metragem em preto e branco dirigido por Kanye West e editado por Hype Williams, com atuação do filho de West, Saint. O filme mostra Saint em um ringue de luta livre, enfrentando agressores com um martelo de brinquedo. Os lutadores profissionais Yoh, Toru Yano, Tiger Mask e El Desperado, da New Japan Pro-Wrestling, interpretam os oponentes de Saint. O álbum é reproduzido durante a exibição do filme, que tem cerca de meia hora de duração. Segundo Jayson Buford, da Rolling Stone, Saint representa o próprio West, "que se enxerga como um mártir sendo atacado por todos os lados". |idioma=en}}</ref> No entanto, o tom do filme é considerado ridículo e cômico; Paul Thompson, da GQ, escreveu que as imagens possuem "uma ludicidade, uma generosidade" que também se refletem na música.

### Canções
Bully V1 contém nove ou dez faixas, dependendo da versão. A lista de faixas varia entre elas. O álbum abre com "Preacher Man", uma faixa minimalista na qual West reflete sobre a fama. A quarta faixa da "versão pós-Hype", "Circles", apresenta uma batida animada construída sobre o sample da música "Huit Octobre 1971" (1975), da banda francesa Cortex. A faixa-título, "Bully", utiliza intensamente o Auto-Tune, sendo comparada por Buford às músicas do álbum 808s & Heartbreak (2008).
Outras músicas incluem "Highs and Lows" e "Last Breath", esta última com participação do cantor mexicano Peso Pluma. "Melrose", com Playboi Carti e Ty Dolla Sign, aparece como a décima e última faixa da versão lançada no Twitter, mas está ausente na versão publicada no YouTube.

### Estilo musical
Segundo Gil Kaufman, da Billboard, o som de Bully remete ao período mais experimental e aclamado de West no fim dos anos 2000, especialmente os álbuns 808s & Heartbreak (2008) e My Beautiful Dark Twisted Fantasy (2010). O jornalista descreveu as faixas como composições minimalistas, com elementos de soul, em que West canta de forma suave com vocais processados por Auto-Tune. West canta na maior parte das músicas, e declarou que cerca de metade de seus vocais são deepfakes gerados por IA. Segundo Paul Thompson, da GQ, o uso de IA não é evidente de imediato, pois "[os] vocais funcionam mais como textura do que como motor das canções". Contudo, ele afirma que se torna perceptível por volta da metade do álbum, devido à semelhança com os vocais de 808s & Heartbreak.
Além dos vocais, Bully também utiliza IA na produção musical. Em entrevista com Justin LaBoy, West defendeu os benefícios da separação de stems via IA, afirmando, "hoje em dia, você pode pegar qualquer música e separá-la; isolar os vocais, o baixo, a bateria… completamente separados. Então, quando envio uma música ou sample aos meus engenheiros, só digo: '[John Scott], IA.'" West já havia utilizado essa tecnologia em 2022 em colaboração com a Kano Computing, no Stem Player.
Assim como em seus trabalhos iniciais, Bully faz amplo uso de samples. São sampleadas ou interpoladas gravações como "A Change Is Gonna Come" (1964), de Sam Cooke; "You Can't Hurry Love" (1966), das Supremes; "(They Long to Be) Close to You" (1970), de Burt Bacharach e Hal David; "Huit Octobre 1971" (1975), de Cortex; "Bésame Mamá" (1996), de Poncho Sanchez; e "Soleil Soleil" (2020), da cantora francesa Pomme. A faixa "Losing Your Mind" inclui um cover feito por IA da música "Vitamin C" (1972), da banda Can, enquanto a faixa-título sampleia a risada "haw haw!" do personagem Nelson Muntz, de Os Simpsons. Segundo reportagens da MusicTech e da Variety, muitos desses samples aparentam não ter sido autorizados. A própria cantora Pomme já havia negado a permissão a West para samplear "Soleil Soleil", citando divergências com suas posições políticas.

## Lançamentos

### Bully V1
Inicialmente, Kanye West anunciou a data de lançamento de Bully para 15 de junho de 2025, coincidindo com o 12.º aniversário de sua filha, North West. Três versões preliminares do álbum foram lançadas de surpresa em 18 de março, por meio da conta de West no Twitter. West declarou que o projeto ainda estava em andamento e expressou arrependimento por ter utilizado IA, afirmando que havia passado a detestá-la. Ele também disse que pretende continuar trabalhando no álbum e regravar os vocais com sua própria voz, acrescentando que talvez não o disponibilize em plataformas digitais de streaming, pois acredita que "as reproduções são falsas e que as gravadoras francesas e judaicas tratam artistas como prostitutas".
O lançamento de Bully V1 ocorreu em meio à repercussão negativa de publicações de West no Twitter contendo discurso de ódio, nas quais ele fez comentários antissemitas, defendeu Sean Combs, e insultou sua ex-esposa Kim Kardashian, seu antigo colaborador Jay-Z, sua esposa Beyoncé e seus filhos, além de rappers como Playboi Carti, Tyler, the Creator e Future.
West lançou três versões do álbum: uma "versão exibida", uma "versão pós-Hype" e uma "versão pós-pós-Hype". Em 22 de março de 2025, ele publicou a versão exibida, datada de dezembro de 2024, no YouTube. Veículos de imprensa observaram diferenças nas listas de faixas entre as versões. A versão publicada no YouTube não inclui a faixa "Melrose", que é a última das demais versões. Os lançamentos nas plataformas YouTube e Apple Music foram retirados do ar pouco depois, sem explicações.

### Lançamento completo
Apesar do lançamento em vídeo em março, West reafirmou, durante uma reunião gravada com o streamer Sneako em 24 de maio de 2025, que Bully seria lançado integralmente em 15 de junho. Ele também mencionou a pré-venda realizada em 25 de outubro de 2024, dizendo: "Vendemos vinil, sim. Só ainda não os fabricamos. Foram tipo, 30 mil unidades ou algo assim". Durante a reunião, ele criticou a indústria musical e encorajou outros artistas a resistirem à exploração. No entanto, o álbum não foi lançado na data prometida.
Em 16 de junho, cinco faixas planejadas para Bully foram registradas no site do ISRC (International Standard Recording Code), sob os nomes de artista "Ye" e "Kanye West":
- "Highs and Lows" — 1:44
- "Beauty and the Beast" — 1:46
- "Preacher Man" — 3:08
- "Damn" — 2:13
- "White Lines" — 2:10

Na sequência, West teria informado à página de fãs YeFanatics que planejava lançar o álbum em blocos de cinco músicas. As mensagens diretas postadas pela conta sugeriam que cinco faixas seriam lançadas em 16 de junho e outras cinco no dia seguinte. Por fim, em 20 de junho, West lançou "Beauty and the Beast", "Preacher Man" e "Damn" nas plataformas de streaming como um EP de três faixas, com o mesmo título do álbum. Em 27 de junho, West postou brevemente um segundo EP no YouTube e no Tidal, contendo as faixas "Last Breath" e "Losing Your Mind". O EP foi removido algumas horas depois. Em 2 de julho, "BULLY" foi disponibilizado para pré-salvamento nos perfis "Ye" e "Kanye West" do Spotify, com uma lista de 13 faixas, incluindo as 3 músicas originalmente lançadas no EP, com lançamento inicialmente previsto para 25 de julho. Faltando uma semana para o lançamento, West adiou o álbum para 26 de setembro.

## Capa e título

Em março de 2025, West afirmou que esta suástica vermelha seria a nova capa de Bully

Em 23 de outubro de 2024, West publicou no Instagram a capa oficial de Bully, fotografada pelo renomado fotógrafo japonês Daidō Moriyama. A imagem em preto e branco mostra seu filho, Saint West, usando grills de titânio, semelhantes aos que West passou a utilizar desde janeiro de 2024. Segundo o próprio West, o título Bully ("valentão") foi inspirado por uma situação em que Saint teria chutado uma criança por considerá-la "fraca".

Sobre o processo de fotografia, o designer das grills, Omar Alvarado, comentou: 
"A intensidade deste projeto foi inesquecível. Quase tudo que poderia dar errado deu, o que tornou o processo de fabricação um verdadeiro teste de habilidade e resiliência. Mas ver a equipe superando cada obstáculo para entregar o resultado foi uma sensação incrível."
Em 16 de março de 2025, West publicou no Twitter a imagem de uma suástica nazista vermelha sobre fundo preto, alegando que esta seria a nova capa de Bully. Ele também compartilhou variantes do logotipo da Schutzstaffel (SS), nas cores branca e vermelha, alegando que seriam os novos símbolos do Sunday Service Choir. As postagens foram apagadas pouco depois, e a versão do álbum publicada no YouTube manteve a capa original com Saint.

## Recepção da crítica
Bully foi recebido de forma positiva pela crítica especializada. Michael Saponara, da Billboard, observou que aqueles que conseguiram separar o álbum do comportamento de West o apreciaram, e o consideraram reminiscente de seu trabalho nos anos 2000, como em 808s & Heartbreak. Paul Thompson, da GQ, escreveu que “não foi um prazer relatar que Kanye West fez um bom álbum de Kanye West”, descrevendo Bully como "não apenas a melhor coletânea de batidas que ele reuniu em mais de uma década, mas um disco rico, caloroso e até otimista, que parece isolado da internet, do mundo e até de seu próprio autor". Ele comparou positivamente a produção com os singles "Only One" (2014) e "FourFiveSeconds" (2015). Durante o programa The Breakfast Club, a comentarista Nyla Symone disse ter gostado das músicas que ouviu de Bully e, embora não acreditasse em um retorno definitivo de West, afirmou que "no que diz respeito à excelência em seu ofício, ele nunca deixou de demonstrar isso".
Jayson Buford, da Rolling Stone, descreveu Bully como o melhor álbum de West desde The Life of Pablo (2016), mostrando "vestígios do artista que ele já foi". Para Buford, o disco revela que West ainda é capaz de produzir música de qualidade, mas também seria seu primeiro álbum entediante, sem força suficiente para restaurar sua reputação. Ele criticou especialmente a faixa-título "Bully", chamando suas letras de "sem sentido". Já Kyle Dennis, da Billboard, criticou a curadoria e a ordem das faixas do álbum, dizendo: "Não tenho uma experiência de audição favorável de um álbum do Kanye de ponta a ponta há um bom tempo".

## Lista de faixas
Todas as faixas são estilizadas em letras maiúsculas. O lançamento completo do álbum nas plataformas de streaming deverá incluir 13 faixas.
| Primeiro EP de Bully |                        |         |  |
| N.º                  | Título                 | Duração |  |
| 1.                   | "Preacher Man"         | 3:08    |  |
| 2.                   | "Beauty and the Beast" | 1:46    |  |
| 3.                   | "Damn"                 | 2:13    |  |
| Duração total:       | Duração total:         | 7:07    |  |

| Segundo EP de Bully |                    |         |  |
| N.º                 | Título             | Duração |  |
| 1.                  | "Last Breath"      | 2:23    |  |
| 2.                  | "Losing Your Mind" | 3:25    |  |
| Duração total:      | Duração total:     | 5:48    |  |

### Listas de faixas deBully V1
| Versão de exibição |                        |         |  |
| N.º                | Título                 | Duração |  |
| 1.                 | "Preacher Man"         | 3:02    |  |
| 2.                 | "Beauty and the Beast" | 1:46    |  |
| 3.                 | "White Lines"          | 2:58    |  |
| 4.                 | "Last Breath"          | 2:05    |  |
| 5.                 | "Bully"                | 2:41    |  |
| 6.                 | "Can't Hurry Love"     | 1:53    |  |
| 7.                 | "Circles"              | 2:42    |  |
| 8.                 | "Highs and Lows"       | 1:47    |  |
| 9.                 | "This One Here"        | 3:18    |  |